# Vendersheim

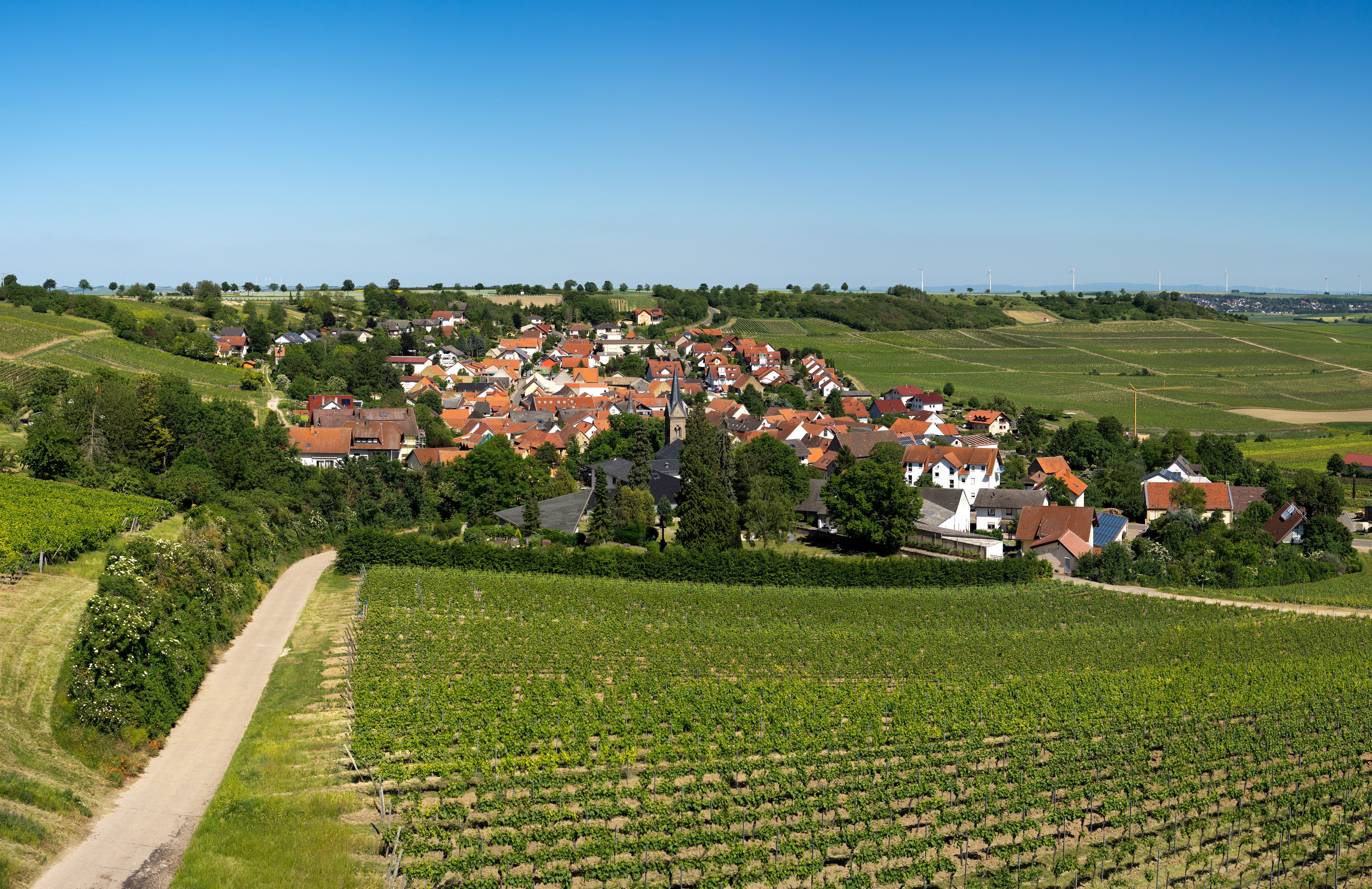
Blick auf Vendersheim vom Weinbergsturm

Vendersheim [ˈfɛndərshaim] ist eine Ortsgemeinde im Landkreis Alzey-Worms in Rheinland-Pfalz. Sie gehört der Verbandsgemeinde Wörrstadt an.

## Geographie
Der Ort liegt zwischen Mainz (etwa 28 km) und Alzey (etwa 14 km) in der Region Rheinhessen. Das höchste Bergmassiv der Pfalz, der Donnersberg, erhebt sich in SSW in 30 km Entfernung (Luftlinie). Vendersheim ist wie von einem nach Süden geöffneten Hufeisen von Weinbergen umschlossen und hat über 1500 Stunden Sonnenschein pro Jahr. Der Boden um Vendersheim ist sehr fruchtbar. Er besteht aus verwittertem Löß, dem sogenannten Lößlehm.

## Geschichte
Nach der letzten Eiszeit und der Rückwanderung der Pflanzenwelt begann die dauerhafte Besiedlung des Rheintals durch Bandkeramiker. Im Raum Vendersheim existieren nur wenige Funde, die eine bronzezeitliche Besiedlung beweisen würden. Während der Römerzeit existierte eine ländliche römische Besiedlung in Form eines römischen Einzelhofs (Villa rustica) mit Feldbau, Viehhaltung und Weinbau.
Die Franken überwanden 406 n. Chr. die Rheingrenze und besiedelten den Raum zwischen Donnersberg und Rhein. Neue Ortsnamen mit der Endung auf -heim überwiegen. König Chlodwig ließ sich 498 taufen, die Franken werden Christen. In der Folgezeit entsteht vermutlich auch Vendersheim als fränkisch-christliche Siedlung.
Im Jahre 741 schenkten der Vollfreie Gunthram und seine Gemahlin Othruda dem Kloster Fulda ihren Besitz in der Gemarkung Vendirdisheim. Der Name bedeutet Heim des Fendiheri (fränkischer Feldherr, zu althochdeutsch fendo „Fußgänger, Soldat zu Fuß/Infanterist“). Die Namensform Fendersheim taucht erst 1426 urkundlich auf (Staatsarchiv Koblenz). Es wurde der Priester Pleban an der St. Martinuskirche in Fendersheim beurkundet. Im Jahr 1443 wurde schließlich der Name „Venderßheim“ in hessischen Urkunden niedergeschrieben. Die spätmittelalterliche Schreibung mit V- hat sich dann durchgesetzt.
Im 15. Jahrhundert gehörte Vendersheim zum Gebiet der Junker Faust zu Stromberg. Durch die Kurpfälzische Reformation wurde Vendersheim 1556 lutherische Pfarrei und die Martinuskirche lutherisches Gotteshaus. Der Westfälische Friede von 1648 enthielt Simultanbestimmungen für Kurpfalz. Vendersheim wurde ein Simultaneum, d. h. katholische, lutherische und reformierte Bürger waren und blieben heimatberechtigt. Der Junker Faust wurde 1660 katholisch und das Kirchenvermögen in Vendersheim fiel an die Katholische Kirche.
Das Geschlecht derer von Faust erlosch 1730 und Vendersheim fiel an das Haus der Grafen zu Eltz, zu dem es bis zum Ende des 18. Jahrhunderts landesherrlich gehörte. Die Martinuskirche wurde zu einer Simultankirche. Lutheraner und Katholiken benutzten dasselbe Gotteshaus. Die Katholische Gemeinde erbaute mit Hilfe der Grafen zu Eltz 1790/91 die neue Martinskirche. Die Evangelische Gemeinde benutzte weiterhin das alte Gotteshaus.
Das Linke Rheinufer, damit auch Vendersheim, wurde 1794 im Ersten Koalitionskrieg von französischen Revolutionstruppen besetzt. Unter der französischen Verwaltung gehörte der Ort von 1798 bis 1814 zum Kanton Wörrstadt, der Teil des Departements Donnersberg war. Das Lehnsrecht wurde abgeschafft und für Geburt, Heirat und Tod galt staatliche Beurkundungspflicht. Es kam zu Einrichtung von Staatsschulen. Aufgrund der 1815 auf dem Wiener Kongress getroffenen Vereinbarungen und einem 1816 zwischen Hessen-Darmstadt, Österreich und Preußen geschlossenen Staatsvertrag kam die Region und damit auch die Gemeinde Vendersheim zum Großherzogtum Hessen(-Darmstadt) und wurde von diesem der Provinz Rheinhessen zugeordnet. Nach der Auflösung der rheinhessischen Kantone kam der Ort 1835 zum neu errichteten Kreis Alzey.
Lutheraner und Reformierte in Rheinhessen vereinigten sich 1822 zur Evangelischen Kirche. Die baufällige alte Martinuskirche wurde 1869 abgerissen und 1870/71 das heutige evangelische Gotteshaus gebaut.
Bevölkerungsentwicklung
Die Entwicklung der Einwohnerzahl von Vendersheim, die Werte von 1871 bis 1987 beruhen auf Volkszählungen:
| Jahr | Einwohner |
| 1815 | 414       |
| 1835 | 560       |
| 1871 | 514       |
| 1905 | 516       |
| 1939 | 432       |
| 1950 | 491       |

| Jahr | Einwohner |
| 1961 | 410       |
| 1970 | 394       |
| 1987 | 393       |
| 1997 | 570       |
| 2005 | 590       |
| 2023 | 552       |

## Politik

### Gemeinderat
Der Ortsgemeinderat in Vendersheim besteht aus zwölf Ratsmitgliedern, die bei der Kommunalwahl am 9. Juni 2024 in einer Mehrheitswahl gewählt wurden, und der ehrenamtlichen Ortsbürgermeisterin als Vorsitzender.

### Bürgermeister
Elfriede Schmitt-Sieben wurde 2017 als Nachfolgerin von Gerhard Lenz Ortsbürgermeisterin von Vendersheim. Bei der Direktwahl am 26. Mai 2019 wurde sie mit einem Stimmenanteil von 84,52 % und am 9. Juni 2024 als einzige Bewerberin mit 83,3 % jeweils für weitere fünf Jahre in ihrem Amt bestätigt.

### Wappen
Blasonierung: „Geteilt von Rot und Gold; oben ein wachsender goldener Löwe, unten ein rotes Tatzenkreuz, im linken oberen Winkel besteckt mit einem rot-weißen Fähnlein an rotem Schaft.“

### Gemeindepartnerschaften
- Bruley im Département Meurthe-et-Moselle, Frankreich, seit 1998

## Kultur und Sehenswürdigkeiten

### Bauwerke
- Katholische Kirche, Einweihung: 1790
- Evangelische Kirche, Einweihung: 1871 (27. November)
- Weinbergs- und Aussichtsturm, Einweihung: 2015

Siehe auch: Liste der Kulturdenkmäler in Vendersheim

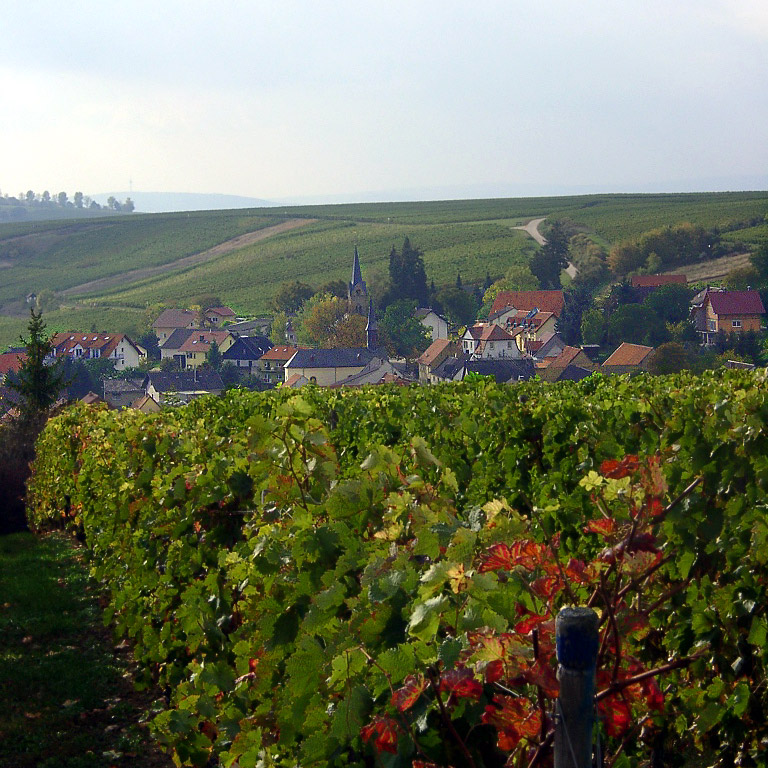
Vendersheim fotografiert aus Osten
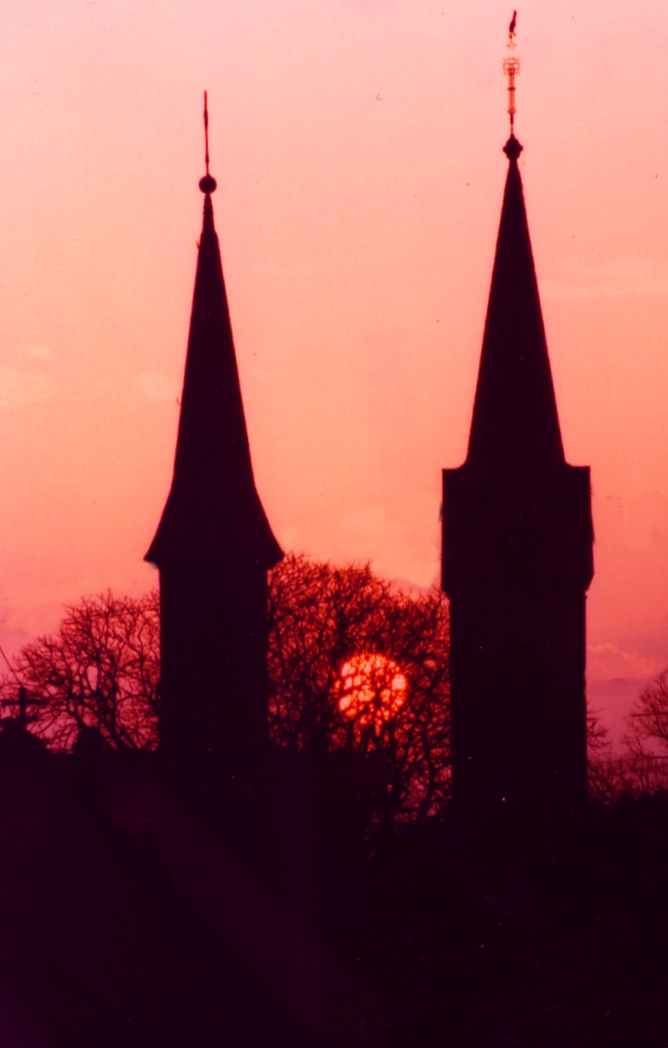
Monduntergang im Mai. Links im Vordergrund die kath. Kirche, rechts die ev. Kirche. Blick nach Westen.
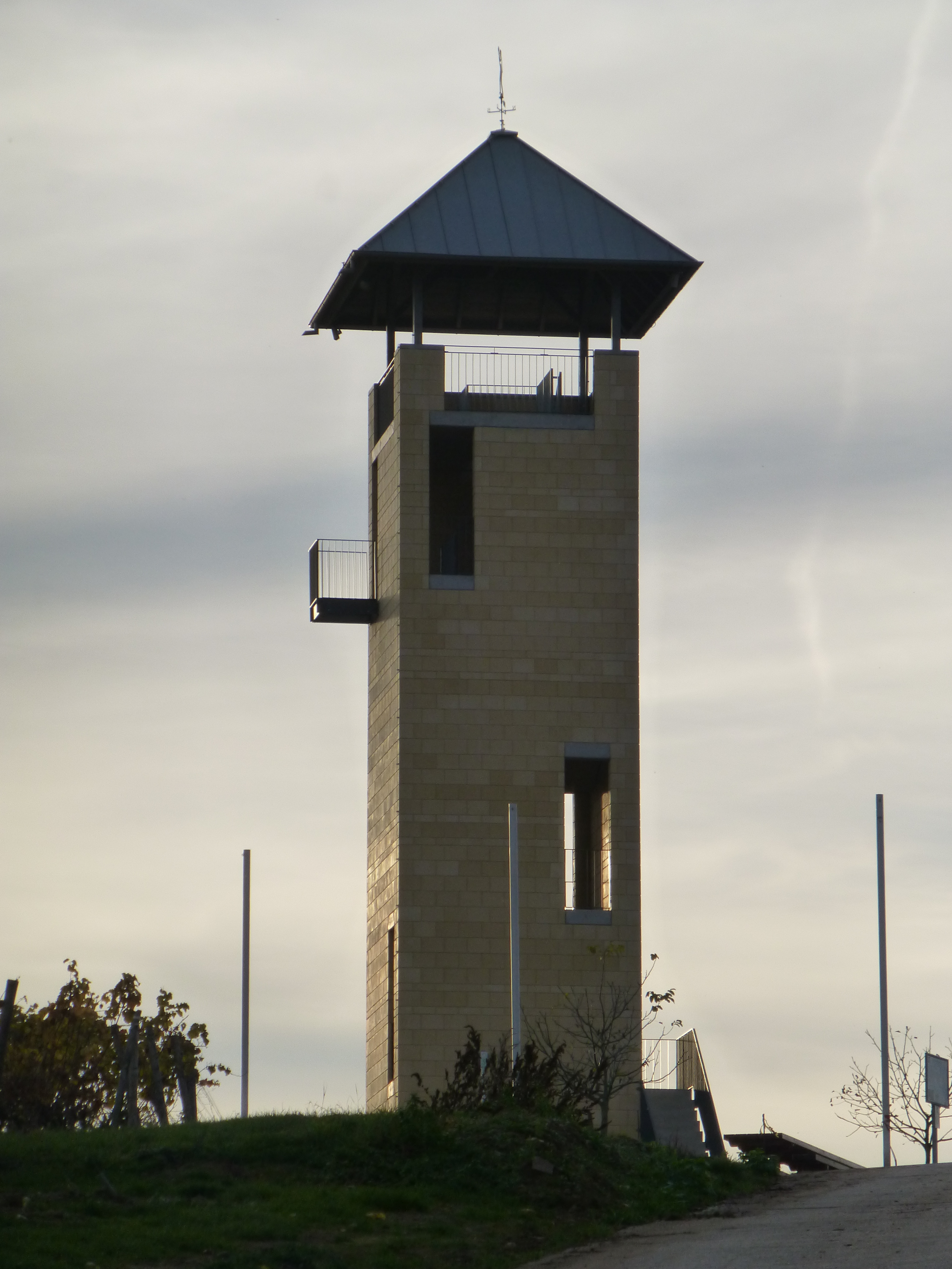
Weinbergs- und Aussichtsturm westlich des Ortes
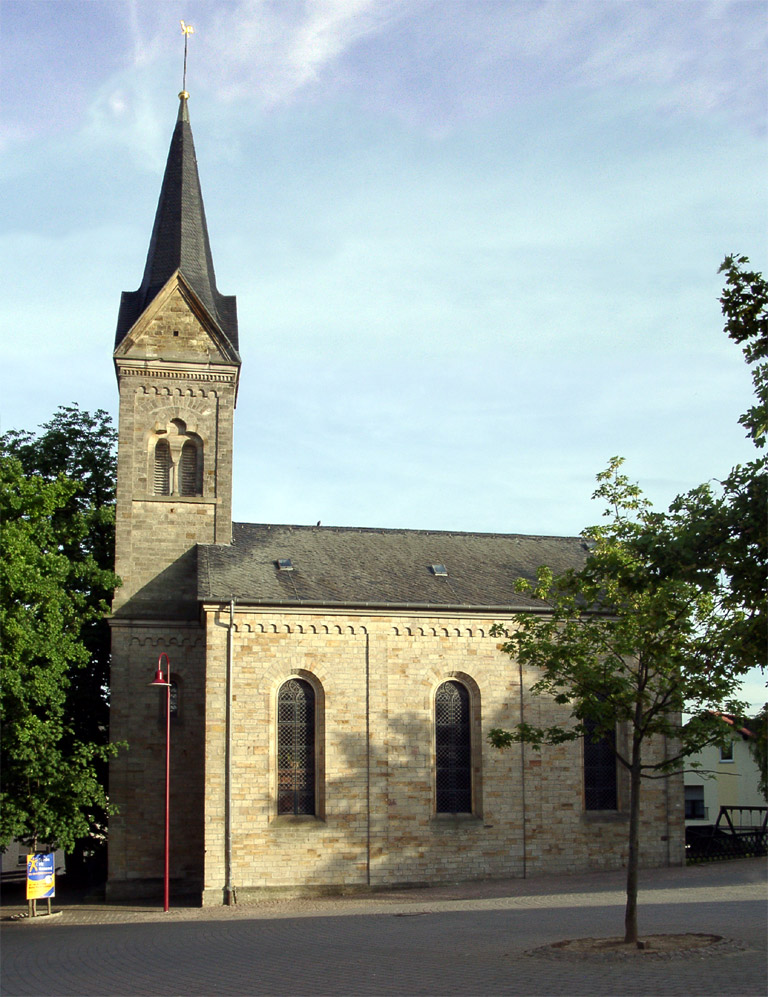
Evangelische Kirche, Blick nach Süden

### Regelmäßige Veranstaltungen
- Vendersheimer Martini Kerb (zweites Wochenende im November)

## Wirtschaft
Der Weinbau mit einer Rebfläche von 166 Hektar (Stand 2010) prägt den Ort.